# Кловис, Андре
Андре Кловис Сильва Фильо (порт. André Clóvis Silva Filho, более известный, как Андре Кловис (порт. André Clóvis) род. 21 ноября 1997, Сан-Паулу) — бразильский футболист, нападающий клуба «Академику де Визеу».

## Клубная карьера
Кловис — воспитанник клуба «Атлетико Сорокаба». В 2016 году игрок подписал контракт с «Гуаратингета» в составе клуба он отыграл сезон. В 2017 году Кловис перешёл в «Интернасьонал». 24 февраля в поединке бразильской Лиги Примера против «Крисиумы» он дебютировал за основной состав. В 2018 году Андре на правах аренды перешёл португальский «Портимоненсе». 16 марта в матче против «Витории Сетубал» он дебютировал в Сангриш-лиге.
В начале 2019 года Кловис был арендован клубом «Лейшойнш». 29 января в матче против «Варзина» он дебютировал в Сегунда лиге. 3 февраля в поединке против «Эшторил-Прая» Андре забил свой первый гол за «Лейшойнш».
В 2020 году Кловис перешёл в «Эшторил-Прая». 20 сентября в матче против «Академика Комбра» он дебютировал за новую команду. 14 ноября в поединке против «Кова-да-Пиедади» Андре забил свой первый гол за «Эшторил-Прая». По итогам сезона игрок помог клубу выйти в элиту. Летом 2022 года Кловис на правах аренды перешёл в «Академику де Визеу». 6 августа в матче против дублёров лиссабонской «Бенфики» он дебютировал за новый клуб. В этом же поединке Андре забил свой первый гол за «Академику де Визеу». По итогам сезона игрок забил 28 мячей, став лучшим бомбардиром команды, а клуб выкупил трансфер игрока.

## Достижения
Индивидуальные
- Лучший бомбардир Сегунда-лиги (28 мячей) — 2022/2023